# Neogaurena grisescens
Neogaurena grisescens är en fjärilsart som beskrevs av Walter Karl Johann Roepke 1944. Neogaurena grisescens ingår i släktet Neogaurena och familjen sikelvingar. Inga underarter finns listade i Catalogue of Life.